# Zoopharmacognosie
La zoopharmacognosie  désigne une branche de l'éthologie animale et de la pharmacologie (botanique, fongique, zoologique, microbienne ou minéralogique) qui étudie le comportement d'auto-médication propre à certains animaux lorsqu'ils recherchent, trouvent, sélectionnent des molécules naturelles médicamenteuses ou psychotropes. Les animaux en question ingèrent généralement ces substances ou plus rarement se les appliquent par voie topique. Ces substances peuvent alors les aider à lutter contre des parasitoses, des maladies infectieuses ou les effets nocifs de toxines alimentaires,. Dans quelques cas, l'animal semble rechercher les sensations que semblent lui offrir un psychotrope.
Un exemple très connu de comportement zoopharmacognosique est le cas du chien ou du chat mangeant certaines herbes qui le font ensuite vomir, mais il existe de nombreux autres exemples de comportements diversifiés et parfois complexes. 
Beaucoup d'animaux ingèrent ou s'appliquent des produits non alimentaires tels que l'argile, le charbon de bois et même parfois des produits toxiques provenant de plantes et/ou d'invertébrés, apparemment pour éloigner ou tuer des parasites ou encore comme antidote à un poison.
On ignore si les animaux ont consciemment et volontairement recours à l'automédication car les indices ou preuves sont la plupart du temps circonstancielles ou anecdotiques ; d'ailleurs la notion de « conscience » elle-même est polysémique et discutée. Depuis peu, des protocoles expérimentaux cherchant à valider des hypothèses sont mis en place, qui devraient confirmer ou infirmer un certain nombre de suppositions.
Les méthodes d'auto-médication par l'animal à son profit (ou parfois à celui de ses petits) varient, mais ils peuvent être classés selon leur fonction préventive, prophylactique (prévenant une infection ou une intoxication) ou thérapeutique (après l'infection, pour mieux lutter contre un agent pathogène ou une toxine). Ce type de comportement est supposé avoir une importante signification adaptative.

## Histoire et étymologie
En 1978, Janzen a suggéré que les vertébrés herbivores pourraient tirer un bénéfice de type médicinal des métabolites secondaires issus de leur alimentation végétale.
Le terme zoopharmacognosy a été créé en 1993 et dérive des racines grecques zoo : « animal » (prononcé [zoˈo] et non [zyˈ] zou car ce n'est pas un mot anglais), pharma : « médicament » et gnosie : « savoir ». Le terme et le concept ont gagné en popularité à partir d'articles et recherches universitaires puis d'un livre écrit par Cindy Engel : Wild Health: How Animals Keep Themselves Well and What We Can Learn from Them soit « Santé sauvage : comment les animaux se soignent bien, et ce que nous pouvons apprendre d'eux ».

## Mécanismes
Les effets anti-parasitaires de la zoopharmacognosie pourraient avoir au moins deux mécanismes explicatifs. Tout d'abord, la matière ingérée peut avoir des propriétés pharmacologiques anti-parasitaires (ex. : composés phytochimiques qui inhibent la capacité de vers parasites à s'attacher à la muqueuse intestinale ou une chimiotaxie qui attire des vers dans les plis de feuilles. Certaines plantes ont également des propriétés chélatrices. De nombreuses plantes ingérées durant un comportement supposé être une zoopharmacognosie, présentent des propriétés physiques particulières (feuilles à surface rugueuse ou hérissées de poils, qui pourraient gêner certains parasites ou les déloger de la paroi intestinale).
Un second mode d'action est l'ingestion de substances capables de déclencher une purge de l'appareil gastro-intestinal par une diarrhée réduisant considérablement le temps de transit dans l'intestin en provoquant l'expulsion de vers et en interrompant le cycle de vie de certains parasites. Un tel mécanisme pourrait expliquer la présence d'herbes et feuilles ou écorces non digérées dans les fèces de divers animaux (oiseaux, carnivores et primates).

## Méthodes d'auto-médication
Certains animaux ingèrent périodiquement ou parfois certaines substances (ex. : argile) ou s'appliquent certaines substances (boue, poussière, excréments) quand ils en trouvent, ce qui suggère un comportement de type préventif ou prophylactique.
Dans d'autres cas, ils ingèrent ou s'appliquent certaines substances ou aliments quand ils sont malades, ce qui suggère des comportements thérapeutiques ou curatifs.
On distingue souvent trois méthodes d'auto-médication : l'ingestion, l'absorption, ou l'application topique.

### L'ingestion
De nombreux exemples de zoopharmacognosie impliquent l'ingestion par un animal d'une substance ou de plusieurs substances présentant des propriétés médicinales avérées ou probables.

#### Fourmis
Les fourmis infectées par le champignon Beauveria bassiana, recherchent et consomment de manière sélective des substances toxiques (espèces réactives de l'oxygène, ROS) quand elles sont exposées à cet agent pathogène fongique, mais les évitent en l'absence d'infection.

#### Mammifères

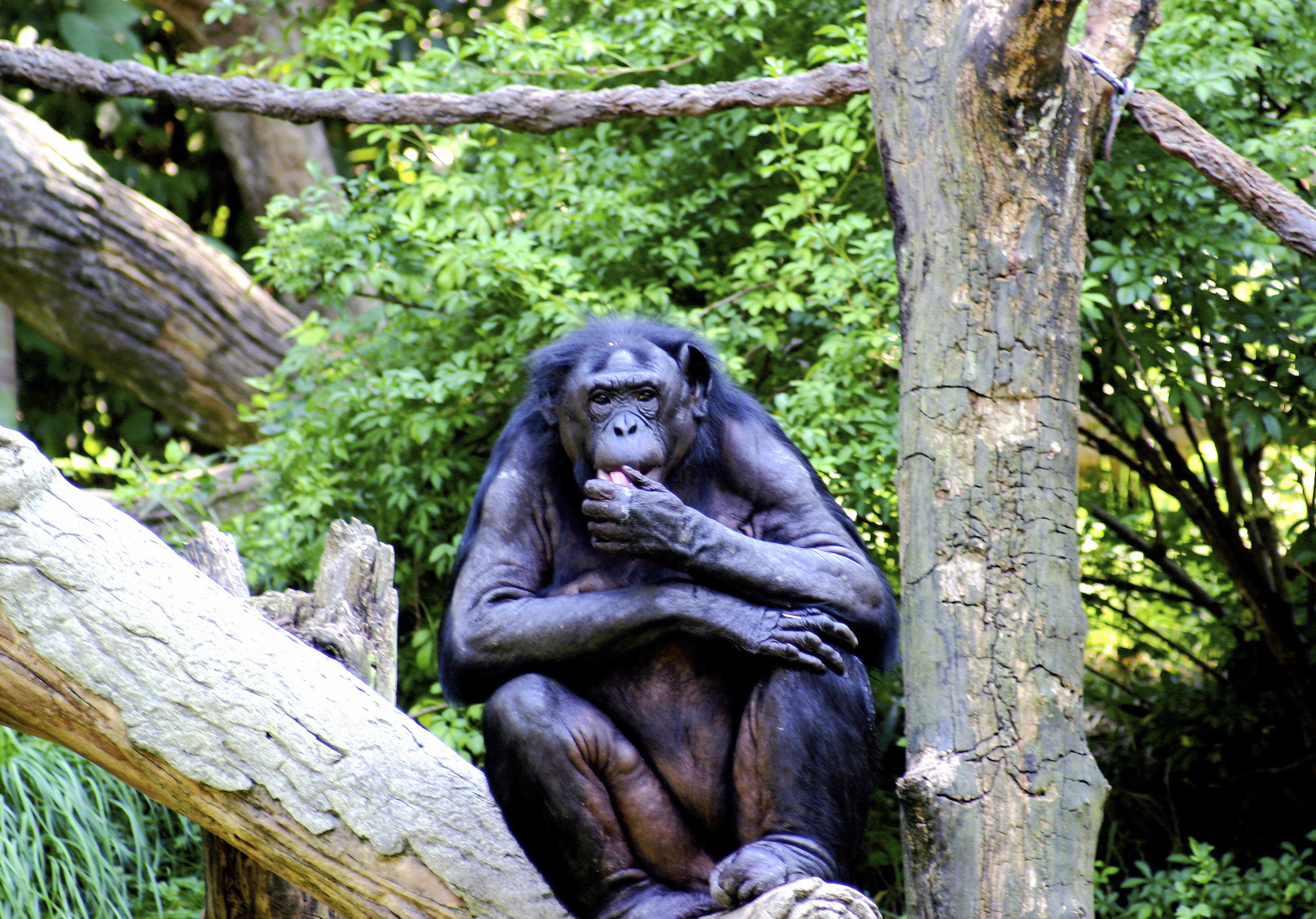
Un grand nombre de singes ont été observées en train de se soigner eux-mêmes en cas de maladie, en ingérant des plantes, des écorces, par exemple très amères ou riches en tanins.

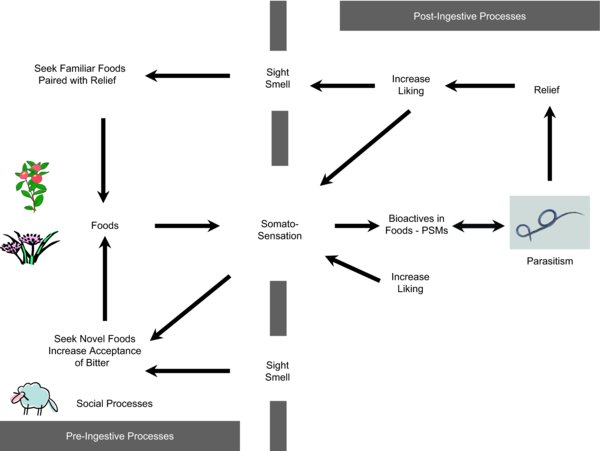
Schéma illustrant des modes de contrôles préventifs ou curatifs possibles chez des mammifères herbivores.

Les grands singes consomment souvent des plantes sans valeur nutritive, mais ayant des effets bénéfiques en termes de régulation de l’acidité du systèmes digestif  ou contre des parasites intestinaux.
Les chimpanzés sélectionnent parfois des feuilles très amères qu'ils mastiquent soigneusement. Les infections parasitaires diminuent sensiblement après qu'ils ont mâché des feuilles de l'espèce Vernonia amyddalina dont on a pu confirmer les propriétés anti-parasitaires contre au moins trois parasites (schistosoma, plasmodium et Leishmania). Les chimpanzés ne consomment pas cette plante de manière régulière. Ceux qui en mangent  sont peu nombreux et semblent toujours affaiblis ou malades.
Des observations, dont celles de Jane Goodall, montrent que les chimpanzés ingurgitent le matin à jeun, sans mastication, des feuilles rugueuses entières (exemples : Aneilema aequinoctiale, Ficus exasperata), favorisant ainsi la purge de leurs intestins des parasites digestifs,. Le tube digestif est vidangé en six heures, alors que le transit intestinal d'un chimpanzé dure habituellement entre 24 et 48 heures.
Cette pratique est acquise en quelques années par les jeunes chimpanzés qui observent leur mère, et qui réalisent des essais multiples de pliage et d'ingestion des feuilles, avant de maîtriser la pratique et de devenir autonome.
Les chimpanzés mangent parfois aussi les feuilles de l'herbacée Desmodium gangeticum. Elles sont retrouvées non digérées, et non-mâchées dans 4 % des échantillons de matières fécales de chimpanzés sauvages. On retrouve des touffes d'herbes aux feuilles tranchantes dans 2 % des cas. Ces feuilles sont rugueuses ou présentent des bords coupants ; et le fait qu'elles n'ont pas été mâchées et ont été excrétées presque intactes laisse penser qu'elles n'ont pas été mangées à des fins nutritionnelles. Dans ces cas, les ingestions étaient limitées à la saison des pluies, période connue pour être la plus favorable à une réinfection par le parasite. De plus, des vers parasites (Oesophagostomum stephanostomum) ont aussi été trouvés avec les feuilles rejetées dans les excréments.
Les chimpanzés, les bonobos et les gorilles mangent les fruits d'Aframomum angustifolium. Les études en laboratoire d'extraits homogénéisés du fruit et des graines ont montré une activité anti-microbienne significative.
Certaines espèces de singes semblent avoir des connaissances médicinales (innées ou apprises, cela n'est pas encore clarifié ; ils ont en tous cas été observés par des éthologues en train de soigneusement sélectionner certaines parties de plantes médicinales, par exemple en ôtant les feuilles puis en cassant la tige pour en sucer la sève.
Chez le babouin olive (Papio anubis) et chez les babouins hamadryas (Papio hamadryas) en Éthiopie, on a observé l'utilisation des fruits et des feuilles de Balanites aegyptiaca, pour le contrôle de la schistosomiase. Les fruits contiennent effectivement une molécule (diosgénine) un précurseur hormonal qui, vraisemblablement, entrave le développement des schistosomes.
Les éléphants d'Afrique (Loxodonta africana) pratiquent apparemment l'équivalent d'une auto-médication pour déclencher la naissance, en masticant les feuilles d'un arbre de la famille des Boraginaceae. Au Kenya les femmes infusent un thé à partir des feuilles de cet arbre, également pour induire l'accouchement.
Certains coatis (Nasua narica) au Panama récupèrent une résine mentholée d'écorces fraîchement grattées (écorce de Trattinnickia aspera ; Burseraceae) et la frottent vigoureusement sur leur fourrure ou celle d'autres coatis, peut-être pour tuer des ectoparasites tels que des puces, des tiques oiu des poux, ainsi que des insectes piqueurs comme les moustiques. Il a été montré que cette résine contient des molécules pouvant avoir des effets insecticides ou répulsifs pour les insectes (triterpènes α - et β-amyrine, dérivés d'eudesmane  β-sélinène, et sesquiterpène lactone 8β-hydroxyasterolide.
Les chiens et chats domestiques sélectionner et mangent souvent du matériel végétal provoquant le vomissement.
Des sangliers indiens fouillent sélectivement le sol à la recherche de certaines racines également utilisées par l'homme comme vermifuge. Le folklore mexicain indique que les porcs mangent des racines de grenade ; elles contiennent un alcaloïde toxique pour le ver solitaire.
Une étude sur le mouton domestique a montré expérimentalement que cette espèce peut choisir certaines plantes ayant des vertus médicinales correspondant aux symptômes induits par les expérimentateurs quand ils ont forcé le mouton à ingérer des plantes par exemple trop riche en tanins ou en acide oxalique. Le mouton se soigne alors en ingérant de l'argile (type bentonite), du phosphate dicalcique ou une plante contenant du polyéthylène glycol. Des phénomènes similaires ont pu être observés chez d'autres ruminants.
Les cages standardisées de laboratoire empêchent les souris privées de liberté d'assouvir plusieurs de leurs comportements naturels. En conséquence, les souris de laboratoire développent parfois des comportements anormaux indicatif de troubles émotionnels (dépression, anxiété). Pour améliorer leur bien-être, ces cages sont parfois enrichies d'éléments naturels (ex. : matériaux de nidification) ou d'abris et de roulettes. Sherwin et Olsson ont testé si un tel enrichissement de leur environnement pouvait influencer la consommation de Midazolam, un médicament très utilisé contre l'anxiété chez les humains. Des souris en cages standard ou en cages améliorées pouvaient choisir entre deux boissons (enrichie et non enrichie en médicament Midazolam). Les souris en cages normés ont effectivement consommé plus de boisson enrichie en anxiolytique, sans doute parce quelles avaient connu une plus grande anxiété.
De premières études ont conclu qu'une souche de souris présentant systématiquement un problème d'autoimmunité consommait plus de solutions contenant du cyclophosphamide, un médicament immunosuppresseur empêchant les dommages inflammatoires aux organes internes. Mais d'autres études ont ensuite donné des résultats contradictoires.

##### Géophagie
De très nombreux animaux mangent de la terre ou de l'argile dont sous forme de kaolin, un comportement dénommé géophagie. Il a été proposé 4 hypothèses chez les primates, (pouvant logiquement être étendues à d'autres animaux) pour expliquer comment la géophagie peut soulager les troubles gastro-intestinaux :
1. les sols argileux absorbent et/ou adsorbent de nombreuses toxines tels que des composés phénoliques et des métabolites secondaires
2. l'ingestion de sol a des vertus anti-acides  et contribue à ajuster le pH de l'intestin
3. l'argile pourrait agir comme un agent antidiarrhéique
4. l'argile pourrait contrecarrer les effets de certains endoparasites.

En outre, deux hypothèses donnent à la géophagie un rôle d'apport en compléments et éléments minéraux.
Les tapirs, les éléphants de forêt, les singes colobes, les gorilles et les chimpanzés ont été observés en train de rechercher puis de manger de l'argile, qui pourrait notamment absorber certains métaux lourds, les toxines de certaines bactéries intestinales et soulager des maux d'estomac ainsi que la diarrhée. Des vaches sont capables de manger l'argile enrichie par les  termites sur les monticules qu'ils ont construit au-dessus du sol, matière qui tuerait ou inhiberait certains pathogènes ingérés ou protégerait de certaines toxines alimentaires.

#### Les oiseaux

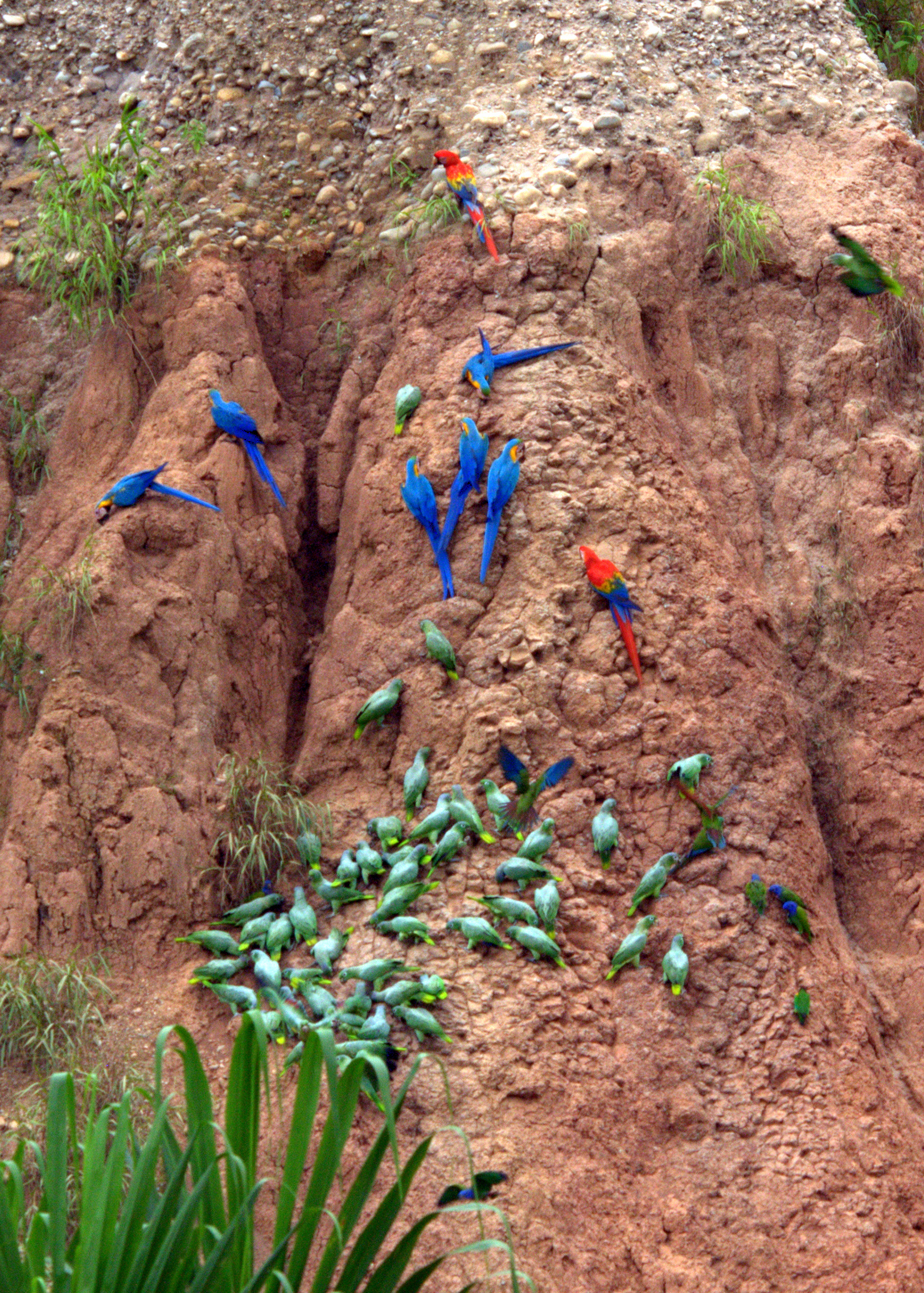
Colonies de perroquets en train de manger de la terre, en Amazonie.

De nombreuses espèces de perroquets, tant dans les Amériques, qu'en Afrique ou en Papouasie-Nouvelle-Guinée consomment très régulièrement du kaolin ou de l'argile, deux substrats minéraux pouvant absorber certains composés toxiques présents dans leur intestin.
Des outardes mangent des coléoptères de la famille des méloés et du genre Meloe, ce qui diminue la charge parasitaire de leur système digestif, non sans risque car la cantharidine (composé toxique présent dans les méloés) peut tuer une grande outarde si elle ingère trop de coléoptères.

#### Chez les invertébrés
La chenille du papillon (Grammia incorrupta) est parfois mortellement endoparasitée par des larves de mouches de la famille des tachinidae. Les chenilles ingèrent alors des toxines végétales (alcaloïdes de la pyrrolizidine) ce qui améliore ses chances de survie en lui conférant une certaine résistance face à ces mouches.
Le Sphynx du tabac ingère de la nicotine, ce qui inhibe la reproduction des bactéries Bacillus thuringiensis qui sécrètent une molécules insecticides. Ainsi les larves nicotinisées voient leur chance de survie améliorée.

### Absorption et adsorption
L'ingestion de feuilles entières non mâchées par des singes, a été observé pour plus de 40 espèces de plantes.
Les chimpanzés sauvages ingèrent parfois des feuilles entières d'Aspilia. Celles-ci contiennent de la thiarubrine-a, un principe actif efficace contre les nématodes parasites de l'intestin mais cette molécule est facilement détruite par les sucs stomacaux. Les chimpanzés sont capables de ne pas mâcher la feuille, et d'en faire des rouleaux denses, dans leur bouche, ce qui leur prend jusqu'à environ 25 secondes. Ils avalent ensuite ces capsule de feuilles entières (15 à 35 feuilles à chaque épisode de ce comportement, surtout en saison des pluies, au moment de la recrudescence naturelle des larves de ce parasite, quand le risque d'infection est maximal.
Les bonobos avalent parfois (et sans les mâcher) des bandes arrachés à la plante Manniophyton fulvum. Bien que cette plante soit abondamment disponible toute l'année, elle n'est ingérée que à des moments précis, en petites quantités, et par une faible proportion de bonobos dans chaque groupe.

### L'application topique
Certains animaux s'appliquent sur la peau des substances ayant des propriétés médicinales. Encore une fois, cela peut être préventif ou curatif. On parle parfois d'auto-onction.

#### Chez les mammifères
Une femelle de singe capucin en captivité a été observée en train de badigeonner ses blessures et celle de son petit à l'aide d'outils enduit de sirop de sucre,.
L'ours brun nord-américain (Ursos arctos) a été observé en train de fabriquer une pâte à partir de salive et de racines d'Osha (Ligusticum porteri) qu'il s'est ensuite appliqué sur la fourrure, vraisemblablement pour éloigner les insectes ou apaiser les piqûres. Cette plante, connue localement sous le nom de « racine des ours », contient au moins 105 composés actifs, dont des coumarines pouvant repousser les insectes lorsqu'elle est appliquée localement. Les Indiens Navajo auraient ainsi appris à utiliser cette racine en médecine, mais pour traiter des maux d'estomac et certaines infections.
Plusieurs primates ont été surpris en train de frotter des mille-pattes sur leur fourrure et sur leur peau ; or les mille-pattes, sécrètent des benzoquinones, composés connus pour être très répulsif pour les insectes,,.
Un singe capucin (Cebus apella) frotte les différentes parties de son corps avec des fourmis charpentières (Camponotus rufipes) ou autorise les fourmis à se promoner sur eux (comportement appelé anting par les éthologues), qui est souvent combiné avec le fait d'uriner dans leurs mains en mélangeant les fourmis avec de l'urine.
Des dauphins ont été observés faisant la queue dans des environnements naturels pour frotter certaines parties de leur corps contre des coraux (Rumphella aggregata, Sarcophyton sp.) et des éponges (Ircinia sp.) dans le nord de la mer Rouge. Il a été émis l'hypothèse que la présence de métabolites bioactifs explique ce comportement de frottement sélectif. Les trois invertébrés auxquels les dauphins accèdent préférentiellement, collectés et analysés contiennent effectivement dix-sept métabolites actifs, fournissant la preuve d'une automédication potentielle. Des frottements répétés permettent à ces métabolites actifs d'entrer en contact avec la peau des dauphins, ce qui pourrait les aider à atteindre l'homéostasie cutanée et être utile pour la prophylaxie ou le traitement auxiliaire contre les infections microbiennes.

#### Chez les oiseaux
Plus de 200 espèces d'oiseaux chanteurs écrasent des fourmis et s'en enduisent les plumes ou parfois se roulent dans les fourmilières avec des mouvements permettant aux fourmis de pénétrer leurs plumes où elles laisseront de l'acide formique.
Des tests de laboratoire montrent que cet acide est nuisible aux poux qui colonisent les plumes. Sa vapeur seule suffit à les tuer.
Certains oiseaux sélectionnent du matériel de nidification naturellement riche en agents anti-microbiens. Ceci les protège ainsi que leurs jeunes contre des infestations ou des infections (ce qui est moins possible dans les nichoirs artificiels). L'étourneau sansonnet (Sturnus vulgaris) construit préférentiellement son nid avec de la carotte sauvage (Daucus carota) ; les oisillons élevés dans les nids doublée avec cette plante présentent des niveaux plus élevés d'hémoglobine par rapport à ceux élevés dans des nids n'en contenant pas, bien qu'il n'y a pas de différence dans le poids ou la plume de développement des poussins. Les études de laboratoire montrent que la carotte sauvage réduit considérablement l'apparition des stades d'acariens. Le moineau domestique (Passer domesticus) a été observé en train de garnir la bordure de son nid de feuilles de neem (Azadirachta indica), mais en adoptant une autre plante (Caesalpinia pulcherrima) dont les feuilles sont riches en quinine lors d'une épidémie de paludisme ; (la quinine contrôle les symptômes du paludisme),.

## Zoopharmacognosie sociale

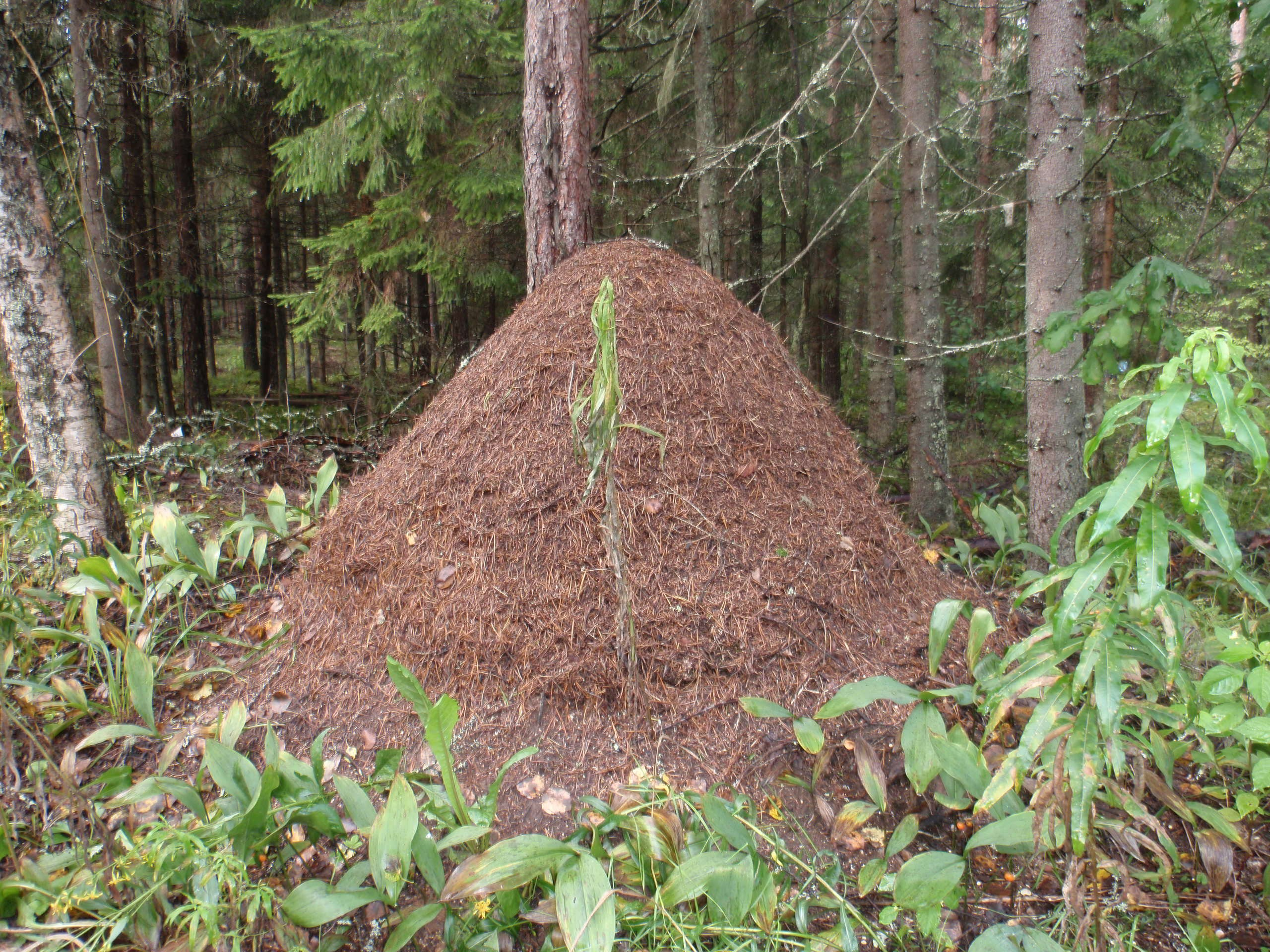
La fourmi des bois incorpore des résines dans leur nid pour inhiber la croissance de micro-organismes.

La zoopharmacognosie n'est pas toujours au profit de l'individu. La cible du « médicament » est parfois le groupe ou la colonie.
La fourmi des bois (Formica paralugubris) apporte souvent de grandes quantités de résine solidifiée de conifères dans le nid de la colonie. Des études en laboratoire ont montré que cette résine inhibe à la fois la croissance de bactéries et de champignons (dans un contexte imitant les conditions naturelles de vie des fourmis),. Des travaux de laboratoire ont conclu que ce comportement est prophylactiques plutôt que thérapeutique,.
Les abeilles incorporent aussi des résines végétales dans leur nid. Quand des colonies d'abeilles sont infestées par le champignon parasite (Ascophaera api), les abeilles augmentent le temps passé à rechercher des résines (par rapport au temps passé en recherche de nourriture).
Des colonies expérimentalement enrichies en résine ont été moins infectées par le champignon.

## Zoopharmacognosie transgénérationnelle

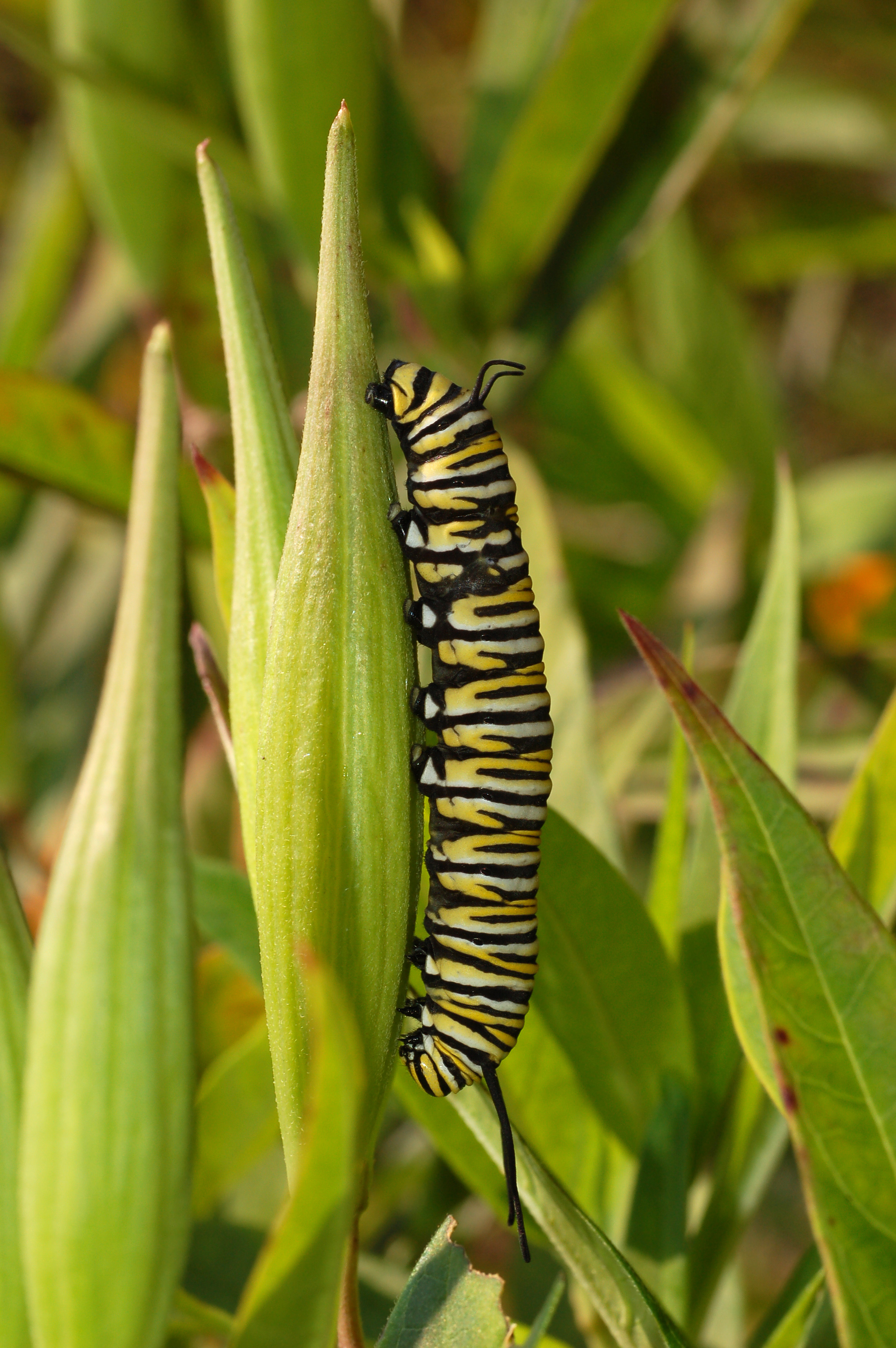
Le papillon monarque adulte pond ses œufs sur des plantes toxiques pour réduire la croissance du parasite et les maladies chez leur progéniture.

Plusieurs formes de zoopharmacognosies pourraient aussi être classées en fonction de la cible du principe médicinal utilisé. Certains animaux pondent leurs œufs de manière que leur future progéniture soit la cible de principes actifs bénéfiques pour elle.
Le papillon monarque pond préférentiellement sur des plantes toxiques comme l'asclépiade commune, qui limite le risque de parasitose et de maladie chez sa progéniture (chenilles). Ce qui a été décrit comme une stratégie thérapeutique transgénérationnelle .
Quand la mouche des fruits détecte la présence de guêpes parasitoïdes, elle pond préférentiellement dans des fruits riches en éthanol, ce qui réduit le risque d'infestation pour sa progéniture. Cela a été décrit comme une stratégie trans-générationnelle prophylactique.

## Intérêt pour l'homme
Les Batooro (bantous de langue Toro) considèrent les animaux comme capables de se soigner, et pensent que l'utilisation de plantes médicinales traditionnelles par leurs ancêtres provient de l'observation animale. Plusieurs plantes sont utilisées de la même façon chez les chimpanzés et les villageois locaux : comme les fruits d' Aframomum, l'écorce d' Albizia grandibracteata, les feuilles de Celtis africana et de Rubia cordifolia.
Des travaux, débutés en 2000 dans le parc national de Kibale en Ouganda par l'équipe de Sabrina Krief montrent que la connaissance de plus de 30 plantes médicinales est partagée par les populations humaines et de grands singes. Dans une tribu de grands singes, 60 plantes médicinales auraient été mises en évidence. Selon Krief et al., les chimpanzés sont un modèle de compréhension de la sélection des plantes médicinales chez les néandertaliens.
De la même manière que la biomimétique s'inspire des formes et processus naturels, la médecine et la zootechnie pourraient tirer parti des observations d'éthologues et de vétérinaires observant les animaux se soigner dans la nature.
Dans un entretien avec Neil Campbell, Eloy Rodriguez décrit l'importance de la biodiversité pour la médecine :
"Certains des composés identifiés grâce à la zoopharmacognosie peuvent tuer des vers parasites, et d'autres s'avèrent utiles contre les tumeurs. Les modèles pour la plupart des médicaments existent déjà dans le monde naturel."
L'observation de chimpanzés sauvages a par exemple permis d'identifier dans les feuilles de trichilia rubescens des molécules ayant une efficacité similaire à celle de la chloroquine en tant qu'antipaludéen.

## Dans les médias
- 2002 : un télédocumentaire britannique de la télévision de la série Weird Nature épisode 6 Peculiar Potions montre comment de nombreux animaux semblent être capable de se soigner, plus qu'on ne le pensait autrefois[48].